# Oratorium Gallarus

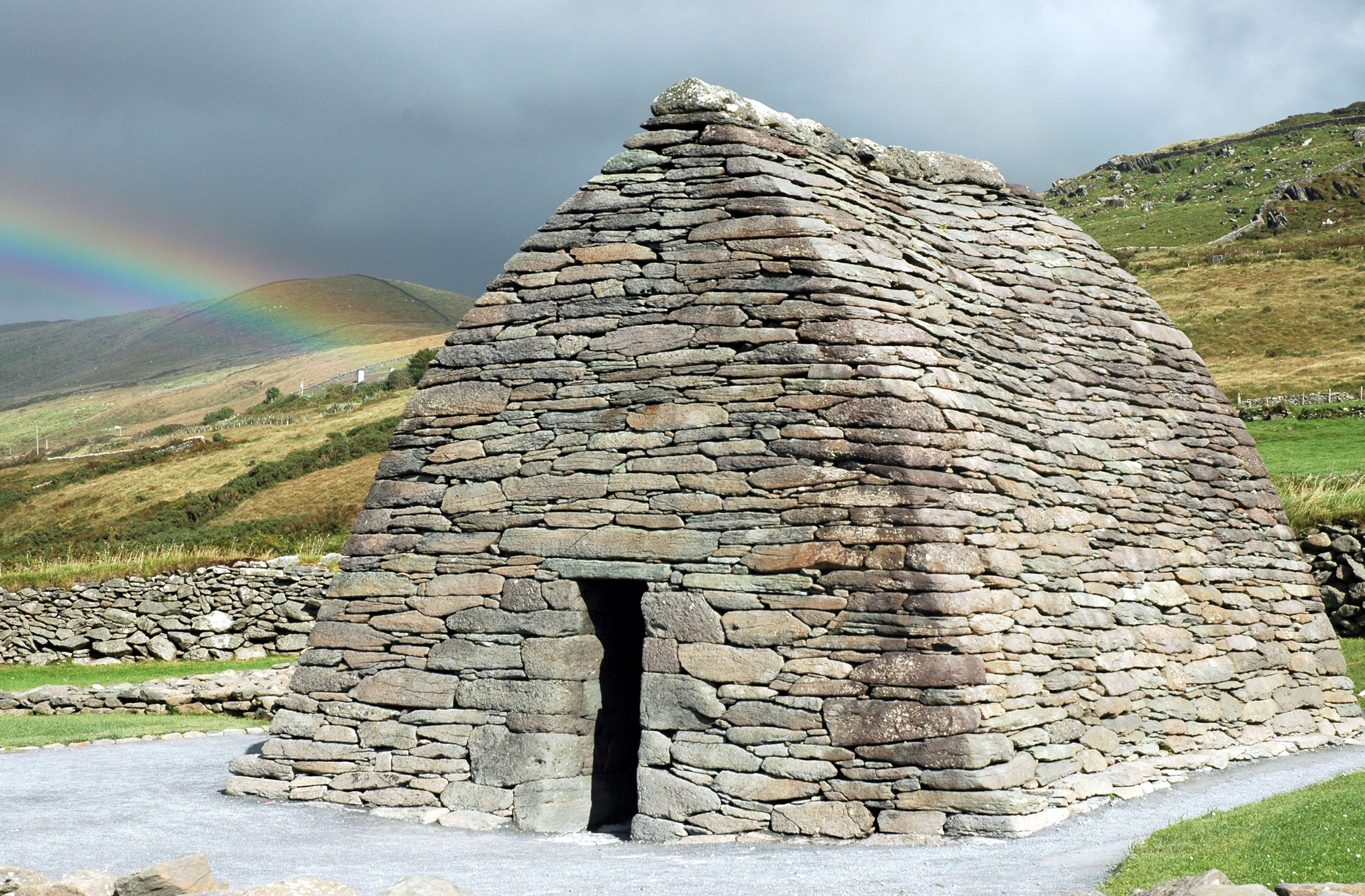
Oratorium Gallarus

Oratorium Gallarus (irl. Séipéilín Ghallarais) – świątynia z VI/IX wieku znajduje się koło An Daingean w hrabstwie Kerry w Irlandii. Jest najlepiej zachowanym wczesnośredniowiecznym kościołem w tym rejonie. Zbudowana została podobnie jak neolityczne grobowce.